# Koningin Elizabetheik

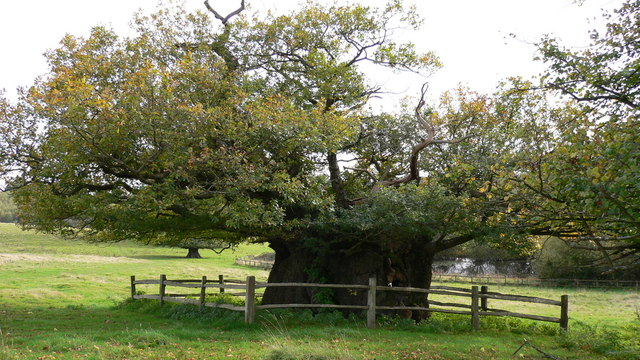
Koningin Elizabetheik

De Koningin Elizabetheik is een wintereik op het landgoed Cowdray Park bij Lodsworth in het Engelse graafschap West Sussex.
De omtrek van 12,5 m maakt deze boom de op een na dikste wintereik van Europa. De leeftijd wordt geschat tussen de 700 à 1000 jaar. De boom is vernoemd naar Elizabeth I. Volgens de overlevering zou de vorstin in 1591 de eik bezocht hebben.